# Monsieur (magazine)
Pour les articles homonymes, voir Monsieur (homonymie).
Monsieur  est un magazine bimestriel consacré à l'élégance masculine publié actuellement par Montaigne Publications et diffusé à près de 40 000 exemplaires.

## Une revue luxueuse des années folles (1919-1924)
Monsieur est une publication mensuelle créée en décembre 1919 au 4 rue Tronchet à Paris par Jacques Hébertot et Paul Poiret. Revue de luxe consacrée à la mode masculine, le premier numéro est imprimé le 24 décembre 1919. Le titre complet de la revue est alors : « Monsieur, Revue des élégances, des bonnes manières et de tout ce qui intéresse Monsieur ». La couverture de ce premier numéro daté de janvier 1920 est de Maurice Taquoy. Abel Hermant signe l'édito présentant l'esprit de la revue. 
Monsieur est de 1919 à 1924 une revue luxueuse dont la couverture et une partie des illustrations sont rehaussées au pochoir, tout d'abord par le maître du genre Jean Saudé puis par la maison Nervet. Objet de bibliophile dès sa sortie, la revue procède à une édition spéciale de son premier numéro, limitée à 100 exemplaires numérotés et signés par l’éditeur accompagnés d'une suite en noir des gravures.
Les couvertures de la période 1920-1924 sont signées des illustrateurs suivants :  Guy Arnoux, Bernard Boutet de Monvel, Horace Vernet, André Dignimont, Maurice Taquoy, Pierre Brissaud, Pierre Mourgue, Eric de Coulon, Jacques François, Eduardo Garcia Benito, A. de Roux, Peltier, Cad, Ray Bret-Koch, Reigo Monteiros, Georges Braun, Zyg Brunner, Giron, Yves Quedero, Bouchaud, A. Haguet, Maurice Van Moppes, Yves Gueden. 
Dandys fameux, journalistes, hommes de lettres et illustrateurs célèbres ont collaboré à la revue. Parmi eux, Hemjic, Marc-Luc, Gérard Bauër, René Bizet, Albert-Émile Sorel, Jean de Bonnefon, Francis de Miomandre, Marcel Prévost, Eugène Marsan, Pierre de Trévières, Roger Boutet de Monvel, Comte de Guérande, Jean d'Handilly, Henri Duvernois, Rachilde, Paul Reboux, André de Fouquières, René Boylesve, Francis Carco, Pierre Mac Orlan ou encore Marcel Boulenger.
La publication cesse de paraître vraisemblablement en octobre 1924 avec le numéro 58 dont la couverture est signée Yves Geuden.
Elle fait partie des rares publications consacrées à la mode masculine de la première moitié du XXe siècle aux côtés des périodiques comme Nos Élégances, la mode masculine, L'Homme Élégant, Adam, la revue de l'homme, Jean-Claude ou encore l'Homme. 

## Les années 1960
Monsieur réapparaît furtivement en décembre 1963 avec comme slogan "Le magazine de l'homme".
À la fin des années 1960, une autre série est publiée sous-titrée La revue de l'homme à la page.

## Reprise depuis 1995
Monsieur est relancé en avril 1995 par François-Jean Daehn des éditions Montaigne Publications (72 Boulevard Berthier à Paris). Les grands noms de l'illustration (Jordi Labanda, ED, Monsieur Z, Philippe Francq, Bernard Vrancken, Floc'h et aujourd'hui Mr Slowboy) ont ainsi illustré le magazine.
Le magazine décortique les tendances et les codes du vestiaire masculin. Il s'attache à faire découvrir à ses lecteurs les coulisses de l’artisanat de luxe et aborde des sujets tels que l’horlogerie, l’automobile, le voyage, mais aussi le vin et la gastronomie.